# Вал Брембила
Ва̀л Брембѝла (на италиански: Val Brembilla; на ломбардски: Al Brembila, Ал Брембила) е община в Северна Италия, провинция Бергамо, регион Ломбардия. Административен център на общината е село Брембила (Brembilla), което е разположено е на 425 m надморска височина. Населението на общината е 4343 души (към 2017 г.).
Общината е създадена в 4 фебруари 2014 г. Тя се състои от двете предшествуващи общини Брембила и Джероза, които сега са най-важните центрове на общината.